# 长石镇
长石镇，是中华人民共和国贵州省毕节市大方县下辖的一个乡镇级行政单位。

## 行政区划
长石镇下辖以下地区：
长石社区、街群村、杨柳村、红山村、东方村、湾子村、水塘村、巨石村、巨山村、山坝村、仲麦村、和平村、长青村、新建村、新阳村、青香村和坪水村。